# Christiane Amanpour
Christiane Amanpour   (Ealing, 12 de gener de 1958) és una periodista i presentadora de televisió britànico-iraniana. És cap de notícies internacionals a la cadena CNN i presentadora del programa d'entrevistes Amanpour a CNN International, així com d’Amanpour & Company a Public Broadcasting Service.

## Infantesa i joventut
Christiane Amanpour va néixer en el sí d'una família iraniana acomodada. El seu pare era un executiu de la companyia aèria iraniana amb bons contactes polítics i uns ingressos alts. Als 11 anys Amanpour va ser enviada al Regne Unit a estudiar a la Holy Cross Convent School de Buckinghamshire, i a partir dels 16 anys a l'exclusiva New Hall School.
L'any 1979 la família Amanpour va haver d'abandonar Teheran després de la Revolució islàmica que va fer caure el xa i va perdre gran part de les seves possessions. Christiane Amanpour relaciona aquestes vivències amb el naixement de la seva vocació de periodista.
Posteriorment va estudiar periodisme a la Universitat de Rhode Island, on es va llicenciar l'any 1983.

## Trajectòria professional
Amanpour va iniciar la seva trajectòria professional treballant per una filial de la NBC a Providence. L'any 1983 va entrar a la cadena CNN com a ajudant de la redacció de notícies internacionals. L'any 1986 va començar a treballar a l'oficina de Nova York com a corresponsal, i l'any 1989 va ser enviada a la seu de Frankfurt on va començar a treballar com a corresponsal sobre el terreny.
Tanmateix, va ser durant la Guerra del Golf quan es va convertir en una figura reconeguda. Durant aquest període també va cobrir notícies de països com Afganistan, l'Iraq, Iran, Pakistan, Somàlia o Israel. Després de la guerra també va cobrir l'aixecament kurd al nord de l'Iraq, i l'any 1992 va traslladar-se a Bòsnia i Hercegovina per cobrir les Guerres de Iugoslàvia.
Durant la dècada del 2000 va combinar la seva feina de corresponsal amb la participació en programes informatius i la realització de documentals com ara Where Have All the Parents Gone? (2006), In the Footsteps of bin Laden (2006) o The War Within (2007). Els anys 2009 i 2010 va emetre la sèrie d'entrevistes Amanpour, i després d'un breu pas per la redacció d'afers polítics de l'ABC, l'any 2012 va retornar a la secció internacional de la CNN. A partir de 2018 es va començar a emetre el programa Amanpour & Co.
Durant la seva trajectòria professional ha entrevistat algunes de les personalitats més importants del planeta i aconseguit exclusives amb líders com Hosni Mubàrak o Moammar al-Gaddafi durant la Primavera Àrab.
Ha estat al centre d'algunes polèmiques. Durant les Guerres dels Iugoslàvia, Amanpour va trencar famosament la idea de neutralitat periodística en denunciar els abusos que s'estaven cometent contra els drets humans i afirmant que "en algunes situacions no es pot ser neutral, perquè quan ets neutral ets còmplice". També va haver de retractar-se per comparar la política de Trump amb la Nit dels vidres trencats.

## Reconeixement
Ha rebut diversos premis a la seva feina incloent-hi onze Premis Emmy, quatre Premis Peabody, dos Premis George Polk, tres premis duPont-Columbia, el premi Edward R. Murrow i el premi Courage in Journalism. Ha estat inclosa al Cable Hall of Fame.
L'any 2015 va ser nomenada Ambaixadora de Bona Voluntat de la UNESCO per la llibertat d'expressió i la seguretat dels periodistes. També és Comandant de l'Orde de l'Imperi Britànic i ciutadana honorària de Sarajevo.

### Llista de reconeixements
- 1993: Premi Livingston per a Joves Periodistes
- 1993: Premi George Polk de reportatge televisiu
- 1993: Premi personal George Foster Peabody.[16]
- 1994: Dona de l'any, capítol de Nova York de "Women in Cable"
- 1994: Premi Courage in Journalism, International Women's Media Foundation[17]
- 1995: Doctor honoris causa en Dret, Universitat de Rhode Island
- 1996: Premi George Polk de reportatge televisiu
- 1997: Doctora Honoris Causa en Lletres Humanes, Universitat d'Emory
- 1997: Nymphe d'Honneur al Festival de Televisió de Montecarlo
- 1998: George Foster Peabody Personal Award for International Reporting.[18]
- 2000: Golden Plate Award de l' American Academy of Achievement[19]
- 2002: Premi Edward R. Murrow per l'èxit distingit en periodisme de difusió
- 2002: Goldsmith Career Award for Excellence in Journalism, a Harvard Kennedy School[20]
- 2005: International Emmy, Acadèmia Internacional de les Arts i les Ciències de la Televisió
- 2006: Ciutadà d'honor, ciutat de Sarajevo
- 2006: Doctora honoris causa per la Universitat de Michigan per les seves contribucions al periodisme
- 2007: Premi Paul White, Radio Television Digital News Association[21]
- 2007: nomenat comandant de l'Ordre de l'Imperi Britànic als honors d'aniversari de 2007 pels serveis al periodisme
- 2007: Dona persa de l'any
- 2008: The Fourth Estate Award ( National Press Club )
- 2008: Premi Celebrating Women de The New York Women's Foundation[22]
- 2010: membre de l'Acadèmia Americana de les Arts i les Ciències[23]
- 2010: Doctorat honoris causa en lletres humanes, Northwestern University
- 2010: Doctora honoris causa per la Universitat Estatal de Geòrgia per les seves contribucions al periodisme
- 2010: Membre honorari de la promoció de graduació de 2010 de la Universitat Harvard
- 2011: Premi Walter Cronkite a l'excel·lència en periodisme de la Walter Cronkite School of Journalism and Mass Communication[24]
- 2012: Doctorat honoris causa en lletres humanes, Amherst College
- 2012: Doctorat honoris causa en lletres humanes, Universitat del Sud de Califòrnia
- 2015: Personalitat televisiva de l'any per Association for International Broadcasting
- 2019: va rebre el premi John Peter i Anna Catherine Zenger per a la llibertat de premsa de l'Escola de Periodisme de la Universitat d'Arizona.[25]
- 2022: Daily Kos la va marcar entre les dones pioners de la història nascudes entre el 9 i el 16 de gener juntament amb altres tres iranianes, Taraneh Alidoosti (actriu), Kimia Alizadeh (atleta) i Nadia Maftouni (filòsof).[26]
- 2022: Larry Foster Award for Integrity in Public Communication, Arthur W. Page Center for Integrity in Public Communication ( 23 de febrer de 2022 )
- 2023: Premi Ivan Allen Jr. al coratge social
- 2023: Premi Hillary Rodham Clinton per a dones valentes en periodisme i construcció de pau, rebut en una cerimònia a la Universitat de Georgetown, juntament amb tres dones més: Alaa Salah, Muna Luqman i Ghalia Alrahhal.[27]

- Directora de la junta del Comitè de Protecció dels Periodistes
- Membre de la Societat de Periodistes Professionals
- Catorze premis Emmy de notícies/documentals
- Paper important en dos premis DuPont concedits a CNN
- Paper important en un premi Golden CableACE atorgat a CNN
- Membre honorari de la junta de la Fundació Daniel Pearl
- Membre del Consell Assessor Executiu de la Harrington School of Communication and Media de la Universitat de Rhode Island
- Premi Sigma Delta Chi (SDX) pels seus informes de Goma, Zaire
- Forbes la va nomenar una de les «100 dones més poderoses del món».
- Premi POP, per «Cable Positive»